# Кулумбетов, Нартай Зиядильдаевич
Нартай Зиядильдаевич Кулумбетов (1 ноября 1962, Кзыл-Орда, Казахская ССР, СССР — 5 августа 1994) — советский и казахстанский футболист, защитник.

## Биография
Начал заниматься футболом, учась в школе, тренер — Кыпшакбай Кайнаров. Первый матч на официальном уровне провёл в составе кзылординского «Мелиоратора» в 17-летнем возрасте 19 апреля 1980 года в матче против павлодарского «Трактора», выйдя в домашней встрече в стартовом составе. В команде в зональном первенстве второй лиги отыграл 10 лет в 1980—1990 годах, проведя два года на армейской службе. Всего в первенстве СССР провёл 269 матчей, забил 9 голов. По количеству игр в истории «Кайсара» уступает только Абилю Калымбетову и Роману Титову.
В чемпионате Казахстана играл за «Актюбинец» (1992) и «Яссы» Туркестан (1993—1994). Погиб 5 августа 1994 года на 32-м году жизни.
В 1995—1999 и с 2013 года проводится турнир памяти Кулумбетова.

## Семья
Младшие братья Нурбек, Данияр и Дидар, сестра Баян.
Жена Сауле Кулумбетова по состоянию на 2016 год — руководитель управления экономики Кызылординской области. Есть дети (сын Азат).